# Кинематограф
Кинематографът (от френски: Cinématographe) е многофункционална кинокамера, която служи и като апарат за прожекции и проявяване.
Спори се относно неговото авторство.
Първото публично прожектиране на кинематографски филми се състои на 28 декември 1895 г. със спомоществователсвото на братята Огюст и Луи Люмиер.